# Zamieście (województwo małopolskie)
Zamieście – wieś w Polsce, położona w województwie małopolskim, w powiecie limanowskim, w gminie Tymbark.
W latach 1975–1998 wieś należała administracyjnie do województwa nowosądeckiego.

## Integralne części wsi
| części wsi | Brodkówka, Góry Rysie, Malarzówka, Pasykówka, Podgóra, Przylaski, Puty, Skrzatki, Sołtystwo, Sowy, Tajdusie, Trybucówka, Zagroda |

## Historia
Zamieście z Górami, według opisu Słownika – wieś w powiecie limanowskim, w podgórskiej i lesistej okolicy, nad Słopniczanką. Od 2. do 8. km. na płd.-wsch. i płn.-zach. od Tymbarku, bowiem dwie części tej wsi otaczają Tymbark.
Z południowej części rozchodzą się gościńce na wschód do Limanowy, na zachód do Mszany i na południe do Łącka. Parafia rzymskokatolicka w Tymbarku. Wieś posiadała w 1885 45 domy i 259 mieszkańców (w tym 118 mężczyzn i 141 kobiet).
Dwa korpusy tabularne (Ludwika Myszkowskiego) mają ogółem 303 mórg obszaru, w tym 161 mórg lasu. W okolicy położone najbliżej wsie to: na płn.-zach. Zawadka, na płn.-wsch. Piekiełko, na południe Lipowe i Słopnice. W r. 1770 wieś Zamieście wchodziła w skład starostwa tymbarskiego.
5 września 1939 żołnierze Wehrmachtu zamordowali 5 mieszkańców.